# Срібло-цинковий гальванічний елемент

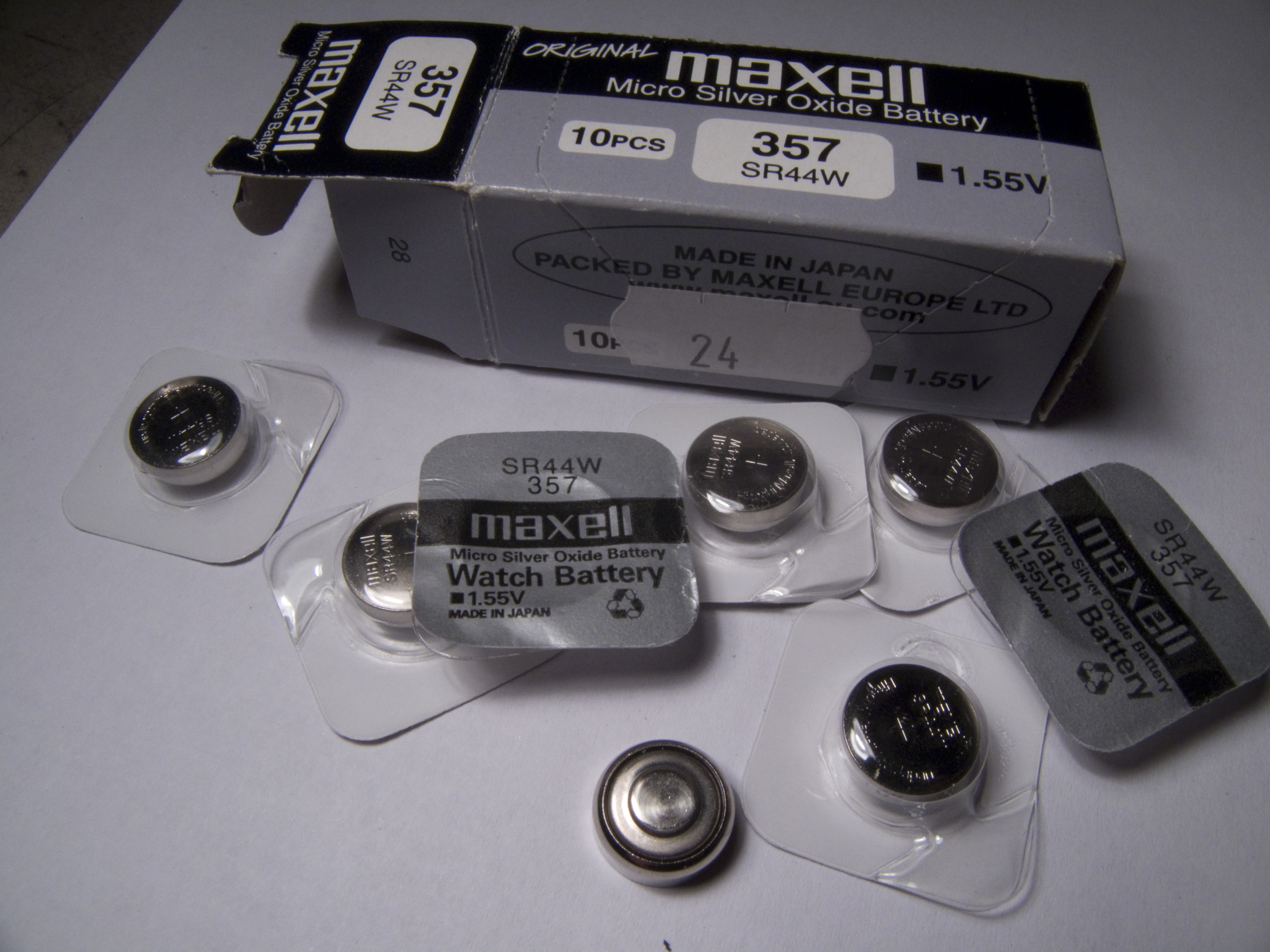
Дискові срібно-цинкові гальванічні елементи

Срібло-цинковий гальванічний елемент (англ. Silver-oxide battery) — гальванічний елемент, в якому використовується оксид срібла (Ag2O) як позитивний електрод (катод), цинк як негативний електрод (анод), а як електроліт — зазвичай, гідроксид натрію (NaOH) або гідроксид калію (КОН). У цих елементах використовується цинковий анод з великою корисною площею.

## Опис
Це елементи з показником відносно дуже високої енергії до власної ваги. Забезпечують більш високу напругу, ніж ртутно-цинкові, при збереженні плоскої кривої розряду. Їх вартість пов'язана з ціною срібла. Виготовляються як у вигляді мініатюрних елементів круглої пласкої форми (ґудзиків, таблеток, монеток), де використовується мала кількість срібла, через що не робиться значний внесок у загальну вартість продукту, так і у формі великих батарей, які використовуються для військових потреб (наприклад в торпедах Mark 37).
Срібно-цинкові гальванічні елементи використовуються як джерела живлення в електронних наручних годинниках (з аналоговою і цифровою індикацією), калькуляторах, електронних записних книжках, мініатюрних слухових апаратах, вимірювальних приладах, ліхтариках і інших мініатюрних джерелах світла з автономним живленням і в ряді інших пристроїв.
Срібло-цинкові елементи становлять більш ніж 20 % продажів всіх первинних батарей в Японії (67 000 з 232 000 станом на вересень 2010 року).

## Хімічні реакції
Хімічна реакція, яка відбувається всередині елемента полягає в наступному: срібло відновлюється на катоді з Ag (I) в Ag і цинк окислюється з Zn в Zn (II).
Корозія цинку викликає електроліз в електроліті, що призводить до виділення водню, підвищення внутрішнього тиску і розширення електрохімічної комірки. В минулому для придушення корозії, використовувалась ртуть, не зважаючи на її шкідливий вплив на навколишнє середовище.

## Характеристики
Срібно-цинкові гальванічні елементи зберігають працездатність при низьких температурах. Робоча напруга срібно-цинкового елемента становить 1,5 В (напруга на розімкнутих електродах рівна 1,6 В). Вони добре зберігають працездатність після зберігання впродовж 1-2 років. Після одного року зберігання при температурі 21 °С зазвичай зберігається понад 90 % ємності.
Срібно-цинкові елементи можуть мати як малий, так і великий внутрішній опір.
Одними з провідних фірм виробників срібно-цинкових елементів є Union Carbide і Mallory, які випускають срібно-цинкові дискові елементи зі значеннями ємності 35–210 мА⋅год і 36–260 мА⋅год відповідно.
Питома енергія — 130 Втгод/кг, щільність енергії — 500 Вт·год/л.

## Срібло-цинкові наливні батареї
Ці батареї відносяться до джерел живлення однозарядної дії, які прийнято називати резервними. Батареї перебувають у зарядженому стані, але починають діяти лише після того, коли їх заливають електролітом. Позитивний електрод таких батарей складається з окису срібла, негативний — з металевого цинку. Електроліт, зазвичай, знаходиться в окремому циліндрі, з'єднаний з однієї сторони з батареєю елементів, куди повинен бути залитий електроліт, а з іншої сторони — з балоном із стиснутим повітрям. З'єднювальний клапан між балоном з газом і циліндром з електролітом може бути зруйновано (приведено в дію) в заданий момент різними способами (наприклад, з застосуванням пірозапалу, який вибухає при замиканні допоміжного електричного кола. При чому, замикання кола може бути виконано на відстані кодованим радіосигналом). Після вибуху пірозапалів газ спрямовується в циліндр з електролітом, витискає його по з'єднювальним трубкам в батареї, і через декілька секунд батарея починає діяти як джерело живлення. Для роботи при низьких температурах передбачено електричний підігрів електроліту від допоміжних джерел живлення. Вся конструкція виконана дуже компактною, і питома енергія батарей достатньо висока.